# Myrmécologie

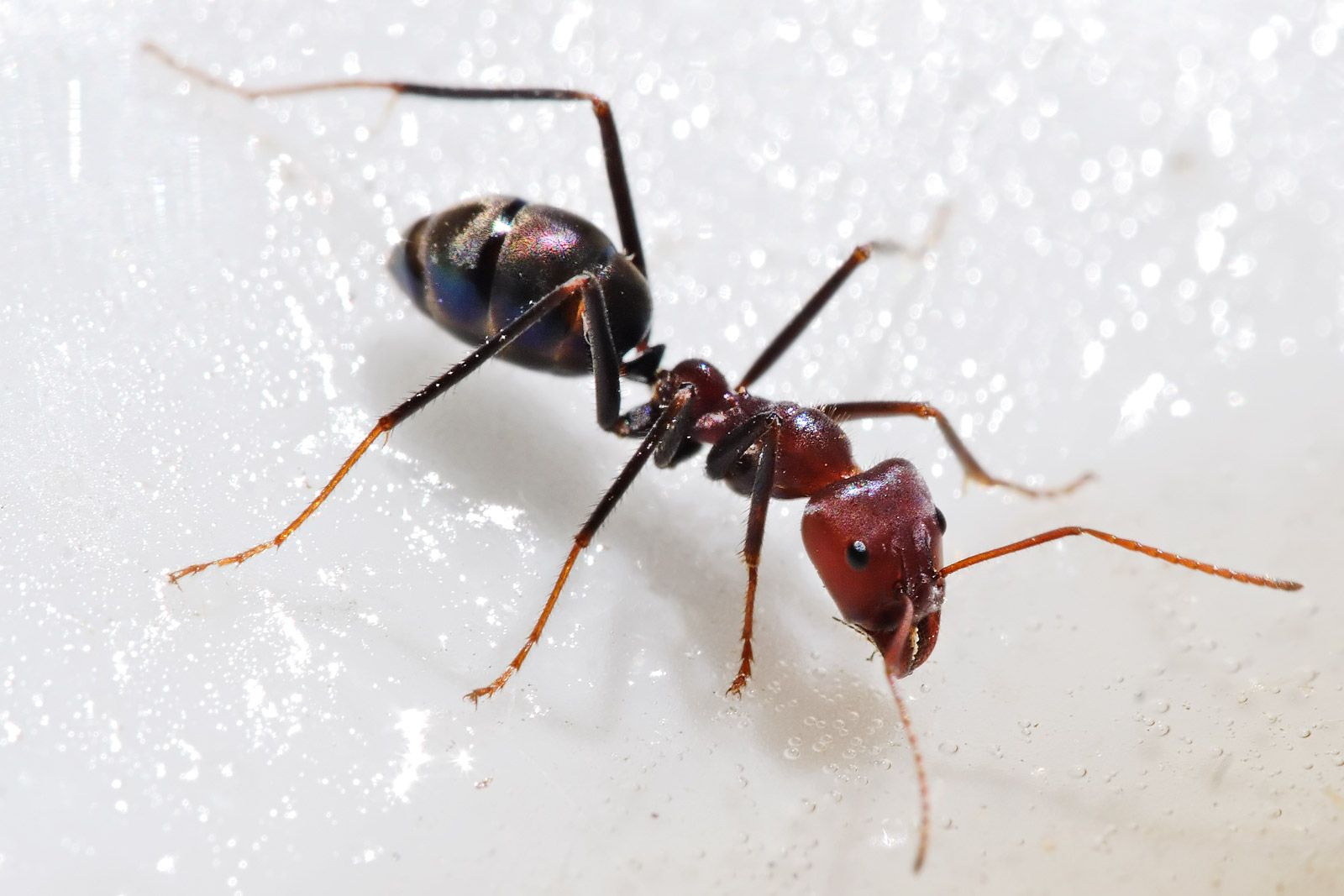
myrmécologie

La myrmécologie est une science liée à l'entomologie spécialisée dans l'étude des fourmis.
Les noms de genres de fourmis sont souvent donnés d'après de célèbres myrmécologues — par exemple, le genre Donisthorpea doit son nom à Horace Donisthorpe, Forelius à Auguste Forel, Janetia à Charles Janet, Wheeleriella à William Morton Wheeler. 
Parmi les domaines analysés par cette science, on trouve l'étude de la morphogenèse des nids de fourmis. Cette dernière mène les chercheurs à proposer des modèles comportementaux permettant de décrire l'émergence de la géométrie de ces nids, à partir de la complexité induite par la multitude des « constructeurs ». Ces modèles s’appuient sur l'action de trois composantes complémentaires : 
1. la configuration locale de la structure est le stimulus qui détermine la suite de la construction,
2. la proportion du schéma émergent est une conséquence de l'interaction entre le corps des fourmis et la structure naissante, et
3. il existe une phéromone capable de déclencher l'action de construction[1].

## Historique
La structuration de cette discipline scientifique est l'œuvre du psychologue suisse Auguste Forel entre 1874 et les années 1920, et de l'entomologiste américain W. M. Wheeler entre les années 1910 et 1930, ce dernier inventant le terme de myrmécologie vers 1906.

## Liste de myrmécologues
(Par année de naissance)
- Jan Swammerdam (1637–1680)  Pays-Bas
- René-Antoine Ferchault de Réaumur (1683–1757)  France
- William Gould (en) (~1715–1799),  Royaume-Uni
- Pierre André Latreille (1762–1833)  France
- Pierre Huber (1777–1840)

- Frederick Smith (1805–1879)
- John Obadiah Westwood (1805–1893)  États-Unis
- Thomas Claverhill Jerdon (1811–1872)  États-Unis
- John Lubbock (1834–1913)  Royaume-Uni
- Ernest André (1838–1911)   France
- Auguste Forel (1848–1931)  Suisse
- Carlo Emery (1848–1925)  Italie
- Charles Janet (1849–1932)  France
- Giovanni Cobelli (1849–1937)  Italie
- William Morton Wheeler (1865–1937)  États-Unis
- Horace Donisthorpe (1870–1951)  Royaume-Uni

- Constantin Arnoldi (1901-1982)  Union soviétique
- Karl Gößwald (de) (1907–1996)
- Francis Bernard (1908-1990)  France
- Derek Wragge Morley (en) (1920–1969)  États-Unis
- Jan Dobrzański (1922–)  Pologne
- Fergus O'Rourke (en) (1923–2010)
- Andrés de Haro (1925–2006,  Espagne
- Murray S. Blum (1929–)  États-Unis
- Edward Osborne Wilson (1929–)  États-Unis
- Bert Hölldobler (1936–)  Allemagne
- Donald H. Feener, Jr. (1949–)  États-Unis
- Deborah Gordon (1955–) États-Unis
- Xim Cerdá (1960–)  Espagne
- Laurent Keller (1961–)  Suisse
- Cedric A. Collingwood  Royaume-Uni
- Mark A. Deyrup
- Barry Bolton
- Alain Lenoir  France
- Luc Passera  France
- Daniel Cherix (1950–)  Suisse
- Bernhard Seifert
- Xavier Espadaler  Espagne

- Alberto Tinaut  Espagne
- William L. Brown
- Alfred Buschinger
- Wojciech Czechowski
- Janina Dobrzańska
- Bohdan Pisarski
- Anaïs Khuong[1] France
- Audrey Dussutour
- Antoine Wystrach
- Hugo Mébarki  France  Algérie